# Ngô Quang Thành
Ngô Quang Thành là một võ sư karate nổi tiếng. Ông đã đạt danh hiệu cao nhất của karate thế giới là cấp bậc "Hanshi thập đẳng " (Hanshi 10 đẳng). Võ sư Thành là người Việt Nam đầu tiên đạt được danh hiệu cao nhất của bộ môn võ thuật karate trên thế giới. Với danh hiệu này, ông Thành được gọi là "Đại võ sư quốc tế". Trước đó vào năm 2019, võ sư Ngô Quang Thành cũng đã là người Việt Nam đầu tiên nhận được danh hiệu Hanshi 9 đẳng karate.